# Seznam pilotovaných letů k ISS
Toto je chronologický seznam pilotovaných letů k Mezinárodní vesmírné stanici (ISS). Nepilotované lety jsou uvedeny v seznamu nepilotovaných letů k Mezinárodní vesmírné stanici. Členové základních posádek ISS jsou v seznamu uvedeni tučně. "Doba připojení" se týká doby spojení kosmických lodí s vesmírnou stanicí, nemusí vždy odpovídat době pobytu některých členů posádek.

## Pilotované lety k ISS
| | Mise                                                                               | Posádka | Foto posádky                                         | Znak mise | Poznámky |
| --- | ---------------------------------------------------------------------------------- | --- | ---------------------------------------------------- | --------- | --- |
| 1. | STS-88 Endeavour Start: 4. prosince 1998 Doba připojení: 6 dní 18h                 | Robert D. Cabana Nancy J. Currieová Sergej Krikaljov James H. Newman Jerry L. Ross Frederick W. Sturckow                                |                                                      |           | Připojení modulu Unity 3 kosmické výstupy |
| 2. | STS-96 Discovery Start: 27. května 1999 Doba připojení: 5 dní 18h                  | Daniel T. Barry Rick D. Husband Tamara E. Jerniganová Ellen Ochoaová Julie Payetteová Kent V. Rominger Valerij Tokarev                  |                                                      |           | 1 kosmický výstup |
| 3. | STS-101 Atlantis Start: 19. května 2000 Doba připojení: 5 dní 18h                  | James D. Halsell, Jr. Susan J. Helmsová Scott J. Horowitz Jurij Usačov James S. Voss Mary E. Weberová Jeffrey N. Williams               |                                                      |           | Zvýšení oběžné dráhy o ~30 km 1 kosmický výstup |
| 4. | STS-106 Atlantis Start: 8. září 2000 Doba připojení: 7 dní 21h                     | Scott D. Altman Daniel C. Burbank Edward T. Lu Jurij Malenčenko Richard Mastracchio Boris Morukov Terrence W. Wilcutt                   |                                                      |           | 1 kosmický výstup |
| 5. | STS-92 Discovery Start: 11. října 2000 Doba připojení: 6 dní 21h                   | Leroy Chiao Brian Duffy Michael López-Alegría William S. McArthur Pamela A. Melroyová Kóiči Wakata Peter J.K. Wisoff                    |                                                      |           | Připojení příhradové konstrukce Z1 4 kosmické výstupy |
| 6. | Sojuz TM-31 Start: 31. října 2000 Doba připojení: ~183 dní                         | Jurij Gidzenko Sergej Krikaljov William Shepherd                                                                                        |                                                      |           | Přílet posádky Expedice 1 |
| 7. | STS-97 Endeavour Start: 30. listopadu 2000 Doba připojení: 6 dní 23h               | Michael J. Bloomfield Marc Garneau Brent W. Jett Carlos I. Noriega Joseph R. Tanner                                                     |                                                      |           | Připojení příhradové konstrukce P6 (solární panel) 3 kosmické výstupy |
| 8. | STS-98 Atlantis Start: 7. února 2001 Doba připojení: 6 dní 21h                     | Kenneth D. Cockrell Robert L. Curbeam Marsha S. Ivinsová Thomas D. Jones Mark L. Polansky                                               |                                                      |           | Připojení laboratoře Destiny 3 kosmické výstupy |
| 9. | STS-102 Discovery Start: 8. března 2001 Doba připojení: 8 dní 21h                  | Susan J. Helmsová James M. Kelly Paul W. Richards Andy Thomas Jurij Usačov James S. Voss James D. Wetherbee                             |                                                      |           | Použití transportního modulu MPLM přílet posádky Expedice 2 návrat posádky Expedice 1 2 kosmické výstupy |
| 10. | STS-100 Endeavour Start: 19. dubna 2001 Doba připojení: 8 dní 3h                   | Jeffrey S. Ashby Umberto Guidoni Chris A. Hadfield Scott E. Parazynski John L. Phillips Kent V. Rominger Jurij Lončakov                 |                                                      |           | Použití transportního modulu MPLM instalace staničního manipulátoru Canadarm2 2 kosmické výstupy |
| 11. | Sojuz TM-32 Start: 28. dubna 2001 Doba připojení: ~183 dní                         | Jurij Baturin Talgat Musabajev Dennis Tito - vesmírný turista                                                                           |                                                      |           | Celá tříčlenná posádka se po týdnu vrátila Sojuzem TM-31 |
| 12. | STS-104 Atlantis Start: 12. července 2001 Doba připojení: 8 dní 1h                 | Michael L. Gernhardt Charles O. Hobaugh Janet L. Kavandiová Steven W. Lindsey James F. Reilly                                           |                                                      |           | Instalace přechodové komory Quest 3 kosmické výstupy |
| 13. | STS-105 Discovery Start: 10. srpna 2001 Doba připojení: 9 dní 20h                  | Daniel T. Barry Frank L. Culbertson Vladimir Děžurov Patrick G. Forrester Scott J. Horowitz Frederick W. Sturckow Michail Ťurin         |                                                      |           | Připojení ruského modulu Pirs použití transportního modulu MPLM přílet posádky Expedice 3 návrat posádky Expedice 2 2 kosmické výstupy |
| 14. | Sojuz TM-33 Start: 21. října 2001 Doba připojení: ~193 dní                         | Viktor Afanasjev Claudie Haigneréová - ESA Konstantin Kozejev                                                                           |                                                      |           | Celá tříčlenná posádka se po 9 dnech a 18 hodinách vrátila Sojuzem TM-32 |
| 15. | STS-108 Endeavour Start: 5. prosince 2001 Doba připojení: 7 dní 21h                | Daniel W. Bursch Linda M. Godwinová Dominic L. Gorie Mark E. Kelly Jurij Onufrijenko Daniel M. Tani Carl E. Walz                        |                                                      |           | Použití transportního modulu MPLM přílet posádky Expedice 4 návrat posádky Expedice 3 1 kosmický výstup |
| 16. | STS-110 Atlantis Start: 8. dubna 2002 Doba připojení: 7 dní 2h                     | Michael J. Bloomfield Stephen N. Frick Lee M.E. Morin Ellen Ochoaová Jerry L. Ross Steven L. Smith Rex J. Walheim                       |                                                      |           | Připojení příhradové konstrukce S0 4 kosmické výstupy |
| 17. | Sojuz TM-34 Start: 25. dubna 2002 Doba připojení: ~196 dní                         | Jurij Gidzenko Mark Shuttleworth - vesmírný turista Roberto Vittori                                                                     |                                                      |           | Celá tříčlenná posádka se po 8 dnech vrátila Sojuzem TM-33 |
| 18. | STS-111 Endeavour Start: 5. června 2002 Doba připojení: 7 dní 22h                  | Franklin Chang-Diaz Kenneth D. Cockrell Paul S. Lockhart Valerij Korzun Philippe Perrin - CNES Sergej Treščov Peggy Whitsonová          |                                                      |           | Použití transportního modulu MPLM připojení mobilního systému pro Canadarm2 přílet posádky Expedice 5 návrat posádky Expedice 4 3 kosmické výstupy |
| 19. | STS-112 Atlantis Start: 7. října 2002 Doba připojení: 6 dní 21h                    | Jeffrey S. Ashby Sandra H. Magnusová Pamela A. Melroyová Piers J. Sellers David A. Wolf Fjodor Jurčichin                                |                                                      |           | Připojení příhradové konstrukce S1 3 kosmické výstupy |
| 20. | Sojuz TMA-1 Start: 30. října 30 2002 Doba připojení: ~183 dní                      | Jurij Lončakov Frank De Winne - ESA Sergej Zaljotin                                                                                     | Zleva: De Winne, Zaljotin, Lončakov                  |           | Celá tříčlenná posádka se po týdnu vrátila Sojuzem TM-34 |
| 21. | STS-113 Endeavour Start: 24. listopadu 2002 Doba připojení: 6 dní 22h              | Kenneth D. Bowersox Nikolaj Budarin John B. Herrington Paul S. Lockhart Michael López-Alegría Donald R. Pettit James D. Wetherbee       |                                                      |           | Připojení příhradové konstrukce P1 přílet posádky Expedice 6 návrat posádky Expedice 5 3 kosmické výstupy |
| Poznámka: Po havárii raketoplánu Columbia 1. února 2003 byly lety raketoplánů pozastaveny až do července 2005. Stavba ISS byla přerušena do září 2006 (mise STS-115). |                                                                                    | |                                                      |           | |
| 22. | Sojuz TMA-2 Start: 28. dubna 2003 Doba připojení: ~182 dní                         | Edward T. Lu Jurij Malenčenko |                                                      |           | Přílet posádky Expedice 7 posádka Expedice 6 se vrátila po několika dnech v Sojuzu TMA-1 |
| 23. | Sojuz TMA-3 Start: 18. října 2003 Doba připojení: ~192 dní                         | Alexandr Kaleri Michael Foale Pedro Duque - ESA                                                                                         |                                                      |           | Přílet posádky Expedice 8 Duque se vrátil po několika dnech s posádkou Expedice 7 v Sojuzu TMA-2 |
| 24. | Sojuz TMA-4 Start: 19. dubna 2004 Doba připojení: ~185 dní                         | Gennadij Padalka Michael Fincke André Kuipers - ESA                                                                                     |                                                      |           | Přílet posádky Expedice 9 Kuipers se po devíti dnech vrátil s posádkou Expedice 8 v Sojuzu TMA-3 |
| 25. | Sojuz TMA-5 Start: 14. října 2004 Doba připojení: ~190 dní                         | Leroy Chiao Jurij Šargin Saližan Šaripov                                                                                                |                                                      |           | Přílet posádky Expedice 10 Šargin se po několika dnech vrátil s posádkou Expedice 9 v Sojuzu TMA-4 |
| 26. | Sojuz TMA-6 Start: 15. dubna 2005 Doba připojení: ~179 dní                         | Sergej Krikaljov John L. Phillips Roberto Vittori - ESA                                                                                 |                                                      |           | Přílet posádky Expedice 11 Vittori se po několika dnech vrátil s posádkou Expedice 10 v Sojuzu TMA-5 |
| 27. | STS-114 Discovery Start: 26. července 2005 Doba připojení: 8 dní 20h               | Eileen M. Collinsová James M. Kelly Sóiči Noguči Stephen Robinson Andy Thomas Wendy Lawrenceová Charles Camarda                         |                                                      |           | Obnovení letů raketoplánu Použití transportního modulu MPLM 3 kosmické výstupy |
| 28. | Sojuz TMA-7 Start: 1. října 2005 Doba připojení: ~189 dní                          | William S. McArthur Valerij Tokarev Gregory Olsen - vesmírný turista                                                                    |                                                      |           | Přílet posádky Expedice 12 Olsen se vrátil po několika dnech s posádkou Expedice 11 v Sojuzu TMA-6 |
| 29. | Sojuz TMA-8 Start: 30. března 2006 Doba připojení: ~180 dní                        | Pavel Vinogradov Jeffrey Williams Marcos Pontes                                                                                         |                                                      |           | Přílet posádky Expedice 13 Pontes se vrátil po 9 dnech s posádkou Expedice 12 v Sojuzu TMA-7 |
| 30. | STS-121 Discovery Start: 4. července 2006 Doba připojení: ~9 dní                   | Steven W. Lindsey Mark E. Kelly Michael E. Fossum Piers Sellers Lisa Nowaková Stephanie Wilsonová Thomas Reiter - ESA                   |                                                      |           | Přílet Reitera do posádky Expedice 13, kontrola raketoplánu z ISS, 3 kosmické výstupy |
| 31. | STS-115 Atlantis Start: 9. září 2006 Doba připojení: ~7 dní                        | Brent W. Jett Christopher Ferguson Joseph R. Tanner Daniel C. Burbank Heidemarie Stefanyshyn-Piperová Steven MacLean                    |                                                      |           | Připojení příhradové konstrukce P3/P4 včetně solárních panelů, kontrola raketoplánu z ISS, 3 kosmické výstupy |
| 32. | Sojuz TMA-9 Start: 18. září 2006 Doba připojení: 215 dní                           | Michail Ťurin Michael López-Alegría Anúše Ansáríová - vesmírný turista                                                                  |                                                      |           | Přílet posádky Expedice 14 Ansariová se vrátila po 8 dnech s posádkou Expedice 13 v Sojuzu TMA-8 |
| 33. | STS-116 Discovery Start: 10. prosince 2006 Doba připojení: 7 dní 23h               | Mark Polansky William Oefelein Nicholas Patrick Robert Curbeam Christer Fuglesang - ESA Joan Higginbothamová Sunita Williamsová         |                                                      |           | Připojení příhradové konstrukce P5, kontrola raketoplánu z ISS, 4 kosmické výstupy |
| 34. | Sojuz TMA-10 Start: 7. dubna 2007 Doba připojení: ~196 dní                         | Oleg Kotov Fjodor Jurčichin Charles Simonyi - vesmírný turista                                                                          |                                                      |           | Přílet posádky Expedice 15 Simonyi se vrátil po 12 dnech s posádkou Expedice 14 v Sojuzu TMA-9 |
| 35. | STS-117 Atlantis Start: 8. června 2007 Doba připojení: ~10 dní                     | Frederick W. Sturckow Lee Archambault Patrick G. Forrester Steven Swanson John Olivas James F. Reilly Clayton Anderson                  |                                                      |           | Přílet Andersona do posádky Expedice 15 připojení příhradové konstrukce S3/S4 včetně solárních panelů, kontrola raketoplánu z ISS, 4 kosmické výstupy |
| 36. | STS-118 Endeavour Start: 8. srpna 2007 Doba připojení: ~10 dní                     | Scott Kelly Charles O. Hobaugh Tracy Caldwellová Richard Mastracchio Dafydd Williams Barbara Morganová Benjamin A. Drew                 |                                                      |           | Připojení příhradové konstrukce S5, kontrola raketoplánu z ISS, 4 kosmické výstupy |
| 37. | Sojuz TMA-11 Start: 10. října 2007 Doba připojení: ~189 dní                        | Jurij Malenčenko Peggy Whitsonová Sheikh Muszaphar Shukor                                                                               |                                                      |           | Přílet posádky Expedice 16, biologické experimenty Shukor se vrátil po několika dnech s posádkou Expedice 15 v Sojuzu TMA-10 |
| 38. | STS-120 Discovery Start: 23. října 2007 Doba připojení: ~12 dní                    | Pamela Melroyová George D. Zamka Scott E. Parazynski Stephanie Wilsonová Douglas H. Wheelock Paolo A. Nespoli - ESA Daniel M. Tani      |                                                      |           | Instalace modulu Harmony, přemístění příhradové konstrukce P6, 5 kosmických výstupů |
| 39. | STS-122 Atlantis Start: 7. února 2008 Doba připojení: 12 dní 18 h                  | Stephen Frick Alan G. Poindexter Leland D. Melvin Rex J. Walheim Hans Schlegel Stanley G. Love Léopold Eyharts - ESA                    |                                                      |           | Instalace evropské laboratoře Columbus |
| 40. | STS-123 Endeavour Start: 11. března 2008 Doba připojení: 16 dní, 8 hodin, 25 minut | Dominic Gorie Gregory H. Johnson Robert L. Behnken Michael Foreman Richard M. Linnehan Takao Doi Garrett E. Reisman                     |                                                      |           | Instalace Kibō - experimentálního logistického modulu a dvouramenného robotického telemanipulátoru SPDM |
| 41. | Sojuz TMA-12 Start: 8. dubna 2008 Doba připojení: 196 dní, 11 hodin, 19 minut      | Sergej Volkov Oleg Kononěnko I So-jon                                                                                                   |                                                      |           | Přílet posádky Expedice 17 Yi So-yeon se vrátila po několika dnech s posádkou Expedice 16 v Sojuzu TMA-11 |
| 42. | STS-124 Start: 31. května 2008 Doba připojení: 8 dní, 17 hodin, 39 minut           | Mark Kelly Kenneth Ham Karen Nybergová Ronald Garan Michael Fossum Akihiko Hošide Gregory Chamitoff                                     |                                                      |           | Výměna člena posádky Expedice 17, montáž přetlakového modulu japonské laboratoře Kibó |
| 43. | Sojuz TMA-13 Start: 12. října 2008 Doba připojení: 175 dní, 19 hodin, 29 minut     | Jurij Lončakov Michael Fincke Richard Garriott - vesmírný turista                                                                       |                                                      |           | Přílet posádky Expedice 18 Richard Garriott se vrátil po několika dnech s posádkou Expedice 17 v Sojuzu TMA-12 |
| 44. | STS-126 Start: 15. listopadu 2008 Doba připojení: 11 dní, 16 hodin, 46 minut       | Christopher Ferguson Eric A. Boe Donald Pettit Stephen G. Bowen Heidemarie Stefanyshyn-Piperová Robert S. Kimbrough Sandra Magnusová    |                                                      |           | Doplnění zásob a výbavy stanice, údržba a oprava rotačních spojů SARJ (Solar Alpha Rotary Joint), výměna člena posádky Expedice 18 |
| 45. | STS-119 Start: 15. března 2009 Doba připojení: 8 dní, 2 hodiny                     | Lee J. Archambault Dominic A. Antonelli Joseph M. Acabá Steven R. Swanson Richard R. Arnold John L. Phillips Kóiči Wakata               |                                                      |           | Montáž nosníku S6 se solárními panely a radiátory, výměna člena posádky Expedice 18 |
| 46. | Sojuz TMA-14 Start: 26. března 2009 Doba připojení: 196 dní, 12 hodin, 2 minuty    | Gennadij Padalka Michael R. Barratt Charles Simonyi - vesmírný turista                                                                  |                                                      |           | Přílet posádky Expedice 19 Charles Simonyi se vrátil po několika dnech s posádkou Expedice 18 v Sojuzu TMA-13 |
| 47. | Sojuz TMA-15 Start: 27. května 2009 Doba připojení: 185 dní, 18 hodin, 42 minut    | Roman Romaněnko Frank De Winne Robert Thirsk                                                                                            |                                                      |           | Přílet poloviny posádky Expedice 20 Zvýšení počtu členů posádky ISS na šest |
| 48. | STS-127 Start: 15. července 2009 Doba připojení: 11 dní, 1 hodina                  | Mark Polansky Douglas Hurley Christopher Cassidy Thomas Marshburn David Wolf Julie Payetteová Timothy Kopra                             |                                                      |           | Přivezení a montáž částí japonského modulu Kibó (Exposed Facility a Logistics Module Exposed Section) Výměna člena posádky Expedice 20 |
| 49. | STS-128 Start: 29. srpna 2009 Doba připojení: 9 dní, 19 hodin                      | Frederick Sturckow Kevin Ford Patrick Forrester José Hernández Christer Fuglesang John Olivas Nicole Stottová                           |                                                      |           | Výměna člena posádky Expedice 20 |
| 50. | Sojuz TMA-16 Start: 30. září 2009 Doba připojení: 166 dní, 23 hodin, 7 minut       | Maxim Surajev Jeffrey Williams Guy Laliberté - vesmírný turista                                                                         |                                                      |           | Přílet poloviny posádky Expedice 21 Guy Laliberté se vrátil po několika dnech s posádkou Expedice 20 v Sojuzu TMA-14 |
| 51. | STS-129 Start: 16. listopadu 2009 Doba připojení: 6 dní, 18 hodin, 2 minuty        | Charles Hobaugh Barry Wilmore Michael Foreman Randolph Bresnik Leland Melvin Robert Satcher                                             |                                                      |           | Doprava zásob a náhradních dílů na stanici, příprava ISS na přílet nového modulu Tranquility (Node 3). Návrat členky Expedice 21 Nicole Stottové na Zemi. |
| 52. | Sojuz TMA-17 Start: 20. prosince 2009 Doba připojení: 163 dní, 1 hodina, 43 minut  | Oleg Kotov Sóiči Noguči Timothy Creamer                                                                                                 |                                                      |           | Přílet tří členů posádky Expedice 22 |
| 53. | STS-130 Start: 8. února 2010 Doba připojení: 9 dní, 19 hodin, 48 minut             | George Zamka Terry Virts Robert Behnken Kathryn Hireová Nicholas Patrick Stephen Robinson                                               |                                                      |           | Montáž modulů Tranquility (Node 3) a Cupola. |
| 54. | Sojuz TMA-18 Start: 2. dubna 2010 Doba připojení: 173 dní, 20 hodin, 38 minut      | Alexandr Skvorcov Michail Kornijenko Tracy Caldwellová                                                                                  |                                                      |           | Přílet tří členů posádky Expedice 23 |
| 55. | STS-131 Start: 5. dubna 2010 Doba připojení: 10 dní, 5 hodin, 8 minut              | Alan Poindexter James Dutton Richard Mastracchio Dorothy Metcalf-Lindenburgerová Stephanie Wilsonová Naoko Jamazakiová Clayton Anderson |                                                      |           | Zásobovací mise, na ISS dopraven logistický MPLM modul Leonardo a nová nádrž ATA s amoniakem pro termoregulační systém stanice. |
| 56. | STS-132 Start: 14. května 2010 Doba připojení: 7 dní, 56 minut                     | Kenneth Ham Dominic Antonelli Stephen Bowen Michael Good Piers Sellers Garrett Reisman                                                  |                                                      |           | Zásobovací mise, na ISS dopraven a připojen ruský modul MIM-1 Rassvet. |
| 57. | Sojuz TMA-19 Start: 15. června 2010 Doba připojení: 161 dní, 3 hodiny, 2 minuty    | Fjodor Jurčichin Shannon Walkerová Douglas Wheelock                                                                                     |                                                      |           | Přílet tří členů posádky Expedice 24 |
| 58. | Sojuz TMA-01M Start: 7. října 2010 Doba připojení: 157 dní, 4 hodiny, 26 minut     | Alexandr Kaleri Oleg Skripočka Scott Kelly                                                                                              |                                                      |           | Přílet tří členů posádky Expedice 25 |
| 59. | Sojuz TMA-20 Start: 15. prosince 2010 Doba připojení: 157 dní, 1 hodina, 27 minut  | Dmitrij Kondratěv Paolo Nespoli Catherine Colemanová                                                                                    |                                                      |           | Přílet tří členů posádky Expedice 26 |
| 60. | STS-133 Start: 24. února 2011 Doba připojení: 8 dní, 14 hodin                      | Steven Lindsey Eric Boe Benjamin Drew Michael Barratt Stephen Bowen Nicole Stottová                                                     |                                                      |           | Na ISS dopravena venkovní logistická plošina ELC, víceúčelový logistický modul Leonardo a robonaut R2 |
| 61. | Sojuz TMA-21 Start: 4. dubna 2011 Doba připojení: ~162 dní                         | Alexandr Samokuťajev Andrej Borisenko Ronald Garan                                                                                      |                                                      |           | Přílet tří členů posádky Expedice 27 |
| 62. | STS-134 Start: 16. května 2011 Doba připojení: 11 dní, 17 hodin, 31 minut          | Mark Kelly Gregory H. Johnson Andrew Feustel Michael Fincke Gregory Chamitoff Roberto Vittori                                           |                                                      |           | Na ISS dopraven spektrometr AMS-2 (Alpha Magnetic Spectrometer) a venkovní logistická plošina ELC-3 |
| 63. | Sojuz TMA-02M Start: 7. června 2011 Doba připojení: ~165 dní                       | Sergej Volkov Michael Fossum Satoši Furukawa                                                                                            |                                                      |           | Přílet tří členů posádky Expedice 28 |
| 64. | STS-135 Start: 8. července 2011 Doba připojení: 8 dní, 15 hodin, 21 minut          | Christopher Ferguson Douglas Hurley Sandra Magnusová Rex Walheim                                                                        |                                                      |           | Zásobovací mise, na ISS dopraven víceúčelový logistický modul Raffaello |
| 65. | Sojuz TMA-22 Start: 14. listopadu 2011 Doba připojení: 163 dní, 2 hodiny, 54 minut | Anton Škaplerov Anatolij Ivanišin Daniel Burbank                                                                                        |                                                      |           | Přílet tří členů posádky Expedice 29 |
| 66. | Sojuz TMA-03M Start: 21. prosince 2011 Doba připojení: 190 dní, 13 hodin, 28 minut | Oleg Kononěnko André Kuipers Donald Pettit                                                                                              | Zleva Donald Pettit, Oleg Kononěnko a André Kuipers  |           | Přílet tří členů posádky Expedice 30 |
| 67. | Sojuz TMA-04M Start: 15. května 2012 Doba připojení: 122 dní, 18 hodin, 33 minut   | Gennadij Padalka Sergej Revin Joseph Acabá                                                                                              | Zleva: Acabá, Padalka a Revin                        |           | Přílet tří členů posádky Expedice 31 |
| 68. | Sojuz TMA-05M Start: 15. července 2012 Doba připojení: 124 dní, 17 hodin, 35 minut | Jurij Malenčenko Sunita Williamsová Akihiko Hošide                                                                                      | Zleva: Malenčenko, Williamsová a Hošide              |           | Přílet tří členů posádky Expedice 32 |
| 69. | Sojuz TMA-06M Start: 23. října 2012 Doba připojení: 141 dní, 11 hodin, 14 minut    | Oleg Novickij Jevgenij Tarelkin Kevin Ford                                                                                              | Zleva: Ford, Novickij, Tarelkin                      |           | Přílet tří členů posádky Expedice 33 |
| 70. | Sojuz TMA-07M Start: 19. prosince 2012 Doba připojení: 143 dní, 8 hodin, 59 minut  | Roman Romaněnko Christopher Hadfield Thomas Marshburn                                                                                   | Zleva Marshburn, Romaněnko a Hadfield                |           | Přílet tří členů posádky Expedice 34 |
| 71. | Sojuz TMA-08M Start: 28. března 2013 Doba připojení: 165 dní, 21 hodin, 9 minut    | Pavel Vinogradov Alexandr Misurkin Christopher Cassidy                                                                                  | Zleva Cassidy, Vinogradov a Misurkin                 |           | Přílet tří členů posádky Expedice 35 |
| 72. | Sojuz TMA-09M Start: 28. května 2013 Doba připojení: 165 dní, 21 hodin, 15 minut   | Fjodor Jurčichin Luca Parmitano Karen Nybergová                                                                                         | Zleva Jurčichin, Nybergová a Parmitano               |           | Přílet tří členů posádky Expedice 36 |
| 73. | Sojuz TMA-10M Start: 25. září 2013 Doba připojení: 165 dní, 21 hodin, 17 minut     | Oleg Kotov Sergej Rjazanskij Michael Hopkins                                                                                            | Zleva Hopkins, Kotov, Rjazanskij                     |           | Přílet tří členů posádky Expedice 37 |
| 74. | Sojuz TMA-11M Start: 7. listopadu 2013 Doba připojení: 187 dní, 12 hodin, 9 minut  | Michail Ťurin Richard Mastracchio Kóiči Wakata                                                                                          | Zleva Wakata, Ťurin, Mastracchio                     |           | Přílet tří členů posádky Expedice 38 |
| 75. | Sojuz TMA-12M Start: 26. března 2014 Doba připojení: 166 dní, 23 hodin, 8 minut    | Alexandr Skvorcov Oleg Artěmjev Steven Swanson                                                                                          | Zleva Artěmjev, Swanson, Skvorcov                    |           | Přílet tří členů posádky Expedice 39 |
| 76. | Sojuz TMA-13M Start: 28. května 2014 Doba připojení: 164 dní, 22 hodin, 47 minut   | Maxim Surajev Gregory Wiseman Alexander Gerst                                                                                           | Zleva Gerst, Surajev, Wiseman                        |           | Přílet tří členů posádky Expedice 40 |
| 77. | Sojuz TMA-14M Start: 25. září 2014 Doba připojení: 166 dní, 20 hodin, 33 minut     | Alexandr Samokuťajev Jelena Serovová Barry Wilmore                                                                                      | Zleva Samokuťajev, Wilmore a Serovová                |           | Přílet tří členů posádky Expedice 41 |
| 78. | Sojuz TMA-15M Start: 23. listopadu 2014 Doba připojení: 199 dní, 7 hodin, 31 minut | Anton Škaplerov Samantha Cristoforettiová Terry Virts                                                                                   | Zleva Cristoforettiová, Škaplerov, Virts             |           | Přílet tří členů posádky Expedice 42 |
| 79. | Sojuz TMA-16M Start: 27. března 2015 Doba připojení: 167 dní, 19 hodin, 56 minut   | Gennadij Padalka Michail Kornijenko Scott Kelly                                                                                         | Zleva Kornijenko, Padalka, Kelly                     |           | Přílet tří členů posádky Expedice 43 |
| 80. | Sojuz TMA-17M Start: 22. července 2015 Doba připojení: 141 dní, 7 hodin, 2 minuty  | Oleg Kononěnko Kimija Jui Kjell Lindgren                                                                                                | leva Kononěnko, Lindgren, Jui                        |           | Přílet tří členů posádky Expedice 44 |
| 81. | Sojuz TMA-18M Start: 2. září 2015 Doba připojení: 179 dní, 17 hodin, 20 minut      | Sergej Volkov Andreas Mogensen Ajdyn Aimbetov                                                                                           | Zleva Mogensen, Volkov, Aimbetov                     |           | Přílet jednoho člena posádky Expedice 45 – Volkova; Mogensen a Aimbetov se po několika dnech vrátili s Gennadijem Padalkou v Sojuzu TMA-16 |
| 82. | Sojuz TMA-19M Start: 15. prosince 2015 Doba připojení: ~185 dní                    | Jurij Malenčenko Timothy Kopra Timothy Peake                                                                                            | Zleva Peake, Kopra, Malenčenko                       |           | Přílet tří členů posádky Expedice 46 |
| 83. | Sojuz TMA-20M Start: 18. března 2016 Doba připojení: 171 dní, 18 hodin, 41 minut   | Alexej Ovčinin Oleg Skripočka Jeffrey Williams                                                                                          | Zleva Williams, Ovčinin, Skripočka                   |           | Přílet tří členů posádky Expedice 47 |
| 84. | Sojuz MS-01 Start: 7. července 2016 Doba připojení: ~113 dní                       | Anatolij Ivanišin Takuja Óniši Kathleen Rubinsová                                                                                       | Zleva Rubinsová, Ivanišin, Óniši                     |           | Přílet tří členů posádky Expedice 48 |
| 85. | Sojuz MS-02 Start: 19. října 2016 Doba připojení: ~171 dní                         | Sergej Ryžikov Andrej Borisenko Robert Kimbrough                                                                                        | Zleva Ryžikov, Kimbrough, Borišenko                  |           | Přílet tří členů posádky Expedice 49 |
| 86. | Sojuz MS-03 Start: 17. listopadu 2016 Doba připojení: ~194 dní                     | Oleg Novickij Thomas Pesquet Peggy Whitsonová                                                                                           | Zleva Novickij, Whitsonová, Pesquet                  |           | Přílet tří členů posádky Expedice 50 |
| 87. | Sojuz MS-04 Start: 20. dubna 2017 Doba připojení: ~135 dní                         | Fjodor Jurčichin Jack Fischer | Jurčichin (vlevo) a Fischer před svou lodí           |           | Přílet dvou členů posádky Expedice 51 |
| 88 | Sojuz MS-05 Start: 28. července 2017 Doba připojení: 139 dní, 4 hodiny, 57 minut   | Sergej Rjazanskij Randolph Bresnik Paolo Nespoli                                                                                        | Zleva Nespoli, Rjazanskij, Bresnik                   |           | Přílet tří členů posádky Expedice 52 |
| 89 | Sojuz MS-06 Start: 12. září 2017 Doba připojení: 167 dní, 20 hodin, 13 minut       | Alexandr Misurkin Mark Vande Hei Joseph Acabá                                                                                           | Zleva Acabá, Misurkin, Vande Hei                     |           | Přílet tří členů posádky Expedice 53 |
| 90 | Sojuz MS-07 Start: 17. prosince 2017 Doba připojení: 166 dní, 0 hodin, 37 minut    | Anton Škaplerov Scott Tingle Norišige Kanai                                                                                             | Zleva Kanai, Škaplerov, Tingle                       |           | Přílet tří členů posádky Expedice 54 |
| 91 | Sojuz MS-08 Start: 21. března 2018 Doba připojení: 194 dní, 11 hodin, 17 minut     | Oleg Artěmjev Andrew Feustel Richard Arnold                                                                                             | Zleva Arnold, Feustel, Artěmjev                      |           | Přílet tří členů posádky Expedice 55 |
| 92 | Sojuz MS-09 Start: 6. června 2018 Doba připojení: 194 dní, 12 hodin, 41 minut      | Sergej Prokopjev Serena Auñónová Alexander Gerst                                                                                        | Zleva Auñónová, Prokopjev, Gerst                     |           | Přílet tří členů posádky Expedice 56 |
| 93 | Sojuz MS-10 Neúspěšný start: 11. října 2018                                        | Alexej Ovčinin Nick Hague | Zleva Ovčinin, Hague                                 |           | Plánován přílet dvou členů posádky Expedice 57. Během startu nosná raketa havarovala, kosmická loď s kosmonauty nouzově přistála. |
| 94 | Sojuz MS-11 Start: 3. prosince 2018 Doba připojení: 203 dní, 15 hodin, 17 minut    | Oleg Kononěnko David Saint-Jacques Anne McClainová                                                                                      | Zleva doprava: McClainová, Kononěnko a Saint-Jacques |           | Přílet tří členů posádky Expedice 58 |
| 95 | Sojuz MS-12 Start: 14. března 2019 Doba připojení: 202 dní, 6 hodin, 36 minut      | Alexej Ovčinin Nick Hague Christina Kochová                                                                                             | Zleva doprava: Kochová, Ovčinin a Hague              |           | Přílet tří členů posádky Expedice 59 |
| 96 | Sojuz MS-13 Start: 20. července 2019 Doba připojení: 200 dní, 6 hodin, 39 minut    | Alexandr Skvorcov Luca Parmitano Andrew Morgan                                                                                          | Zleva doprava: Morgan, Skvorcov a Parmitano          |           | Přílet tří členů posádky Expedice 60 |
| 97 | Sojuz MS-15 Start: 25. září 2019 Doba připojení: 204 dní, 6 hodin, 11 minut        | Oleg Skripočka Jessica Meirová Hazzá al-Mansúrí                                                                                         | Shora: Meirová, al-Mansúrí a Skripočka               |           | Přílet dvou členů posádky Expedice 61 a člena 19. návštěvní expedice al-Mansúrí. Hazzá al-Mansúrí se po několika dnech pobytu na ISS vrátil na Zemi v Sojuzu MS-12 s Alexejem Ovčininem a Nickem Haguem.                                                                                        |
| 98 | Sojuz MS-16 Start: 9. dubna 2020 Doba připojení: 195 dní, 9 hodin, 19 minut        | Anatolij Ivanišin Ivan Vagner Christopher Cassidy                                                                                       |                                                      |           | Přílet tří členů Expedice 62 |
| 99 | SpX-DM2 Start: 30. května 2020 Doba připojení: 63 dní, 9 hodin, 8 minut            | Robert Behnken Douglas Hurley |                                                      |           | Přílet dvou členů Expedice 63, první pilotovaný let americké lodi od ukončení provozu raketoplánů |
| 100 | Sojuz MS-17 Start: 14. října 2020 Doba připojení: 213 dní, 23 hodin, 10 minut      | Sergej Ryžikov Sergej Kuď-Sverčkov Kathleen Rubins                                                                                      |                                                      |           | Přílet tří členů Expedice 63. |
| 101 | SpaceX Crew-1 Start: 16. listopadu 2020 Doba připojení: 167 dní, 6 hodin, 29 minut | Michael Hopkins Victor Glover Shannon Walkerová Sóiči Noguči                                                                            |                                                      |           | Přílet čtyř členů Expedice 64. |
| 102 | Sojuz MS-18 Start: 9. dubna 2021 Doba připojení: 190 dní, 13 hodin, 26 minut       | Oleg Novickij Pjotr Dubrov Mark Vande Hei                                                                                               |                                                      |           | Přílet tří členů Expedice 65. Dubrov a Vande Hei pokračovali i v Expedici 66 a na Zemi se vrátili v lodi Sojuz MS-19. |
| 103 | SpaceX Crew-2 Start: 23. dubna 2021 Doba připojení: 199 dní, 9 hodin, 7 minut      | Robert Kimbrough Akihiko Hošide Katherine McArthurová Thomas Pesquet                                                                    |                                                      |           | Přílet čtyř členů Expedice 65. |
| 104 | Sojuz MS-19 Start: 5. října 2021 Doba připojení: 175 dní, 18 hodin, 59 minut       | Anton Škaplerov Klim Šipenko Julija Peresildová                                                                                         | Zleva: Šipenko, Peresildová, Škaplerov               |           | Přílet jednoho člena Expedice 66 a dvou návštěvníků na krátkodobé misi (Šipenko a Peresildová se vrátili na Zemi v lodi Sojuz MS-18). |
| 105 | SpaceX Crew-3 Start: 11. listopadu 2021 Doba připojení: 174 dní, 5 hodin, 48 minut | Raja Chari Thomas Marshburn Matthias Maurer Kayla Barronová                                                                             | Zleva: Chari, Marshburn, Maurer, Barronová           |           | Přílet čtyř členů Expedice 66. |
| 106 | Sojuz MS-20 Start: 8. prosince 2021 Doba připojení: 11 dní, 10 hodin, 9 minut      | Alexandr Misurkin Jusaku Maezawa Jozo Hirano                                                                                            | Zleva: Maezawa, Misurkin, Hirano                     |           | Přílet tří členů 20. návštěvní expedice. |
| 107 | Sojuz MS-21 Start: 18. březen 2022 Doba připojení: 194 dní, 19 hodin, 2 minuty     | Oleg Artěmjev Denis Matvějev Sergej Korsakov                                                                                            | Zleva: Matvějev, Artěmjev, Korsakov                  |           | Přílet tří členů ruské části Expedice 67. |
| 108 | Axiom Mission 1 Start: 8. dubna 2022 Doba připojení: 17 dní, 1 hodina, 49 minut    | Michael López-Alegría Larry Connor Mark Pathy Ejtan Stibbe                                                                              |                                                      |           | Přílet návštěvní posádky. První soukromá mise z programu společnosti Axiom Space |
| 109 | SpaceX Crew-4 Start: 27. dubna 2022 Doba připojení: 169 dní, 16 hodin, 28 minut    | Kjell Lindgren Robert Hines Samantha Cristoforettiová Jessica Watkinsová                                                                | Zleva: Hines, Cristoforettiová, Watkinsová, Lindgren |           | Přílet čtyř členů Expedice 67. |
| 110 | Sojuz MS-22 Start: 21. září 2022 Doba připojení: 187 dní, 16 hodin, 51 minut       | Sergej Prokopjev Dmitrij Petělin Francisco Rubio                                                                                        | Zleva: Rubio, Prokopjev, Petelin                     |           | Přílet tří členů Expedice 68. V důsledku poškození chladicího systému lodi během připojení k ISS loď od stanice odletěla v automatickém režimu a návratová kabina přistála bez posádky. |
| 111 | SpaceX Crew-5 Start: 5. října 2022 Doba připojení: 155 dní, 10 hodin, 19 minut     | Nicole Mannová Josh Cassada Kóiči Wakata Anna Kikinová                                                                                  | Zleva: Kikinová, Cassada, Mannová, Wakata            |           | Přílet čtyř členů Expedice 68. |
| 112 | Sojuz MS-23 Start: 24. února 2023 Doba připojení: 213 dní, 6 hodin, 20 minut       | Sergej Prokopjev Dmitrij Petělin Francisco Rubio                                                                                        | Zleva: Rubio, Prokopjev, Petelin                     |           | Loď se po startu bez posádky v automatickém režimu připojila k ISS jako náhradní kosmická loď, v níž se na Zemi vrátila posádka dopravená na stanice předchozí lodi Sojuz MS-22. Prokopjev, Petělin a Rubio tak pokračovali na ISS i během Expedice 69.                                         |
| 113 | SpaceX Crew-6 Start: 2. března 2023 Doba připojení: 184 dní, 4 hodiny, 25 minut    | Stephen Bowen Warren Hoburg Sultan an-Nejádí Andrej Feďajev                                                                             | Zleva: Al Neyadi, Hoburg, Bowen, Feďajev             |           | Přílet čtyř členů Expedice 69. |
| 114 | Axiom Mission 2 Start: 21. května 2023 Doba připojení: 8 dní, 1 hodina, 53 minut   | Peggy Whitsonová John Shoffner Alí al-Qarní Rajjána Barnáwíová                                                                          |                                                      |           | Návštěvní posádka, druhá soukromá mise programu Axiom Space |
| 115 | SpaceX Crew-7 Start: 26. srpna 2023 Doba připojení: 197 dní, 2 hodiny, 4 minuty    | Jasmin Moghbeliová Andreas Mogensen Satoši Furukawa Konstantin Borisov                                                                  | Zleva: Borisov, Mogensen, Moghbeliová, Furukawa      |           | Přílet čtyř členů Expedice 70. |
| 116 | Sojuz MS-24 Start: 15. září 2023 Doba připojení: 203 dní, 9 hodin, 0 minut         | Oleg Kononěnko Nikolaj Čub Loral O'Harová                                                                                               | Zleva: O'Harová, Kononěnko, Čub                      |           | Přílet zbylých tří členů Expedice 70. Na místech Kononěnka a Čuba se na Zemi ze své krátkodobé 21. návštěvní expedice na ISS vrátili Oleg Novickij a Maryna Vasileuská. |
| 117 | Axiom Mission 3 Start: 18. ledna 2024 Doba připojení: 18 dní, 3 hodiny, 38 minut   | Michael López-Alegría Walter Villadei Alper Gezeravci Marcus Wandt                                                                      |                                                      |           | Návštěvní posádka, třetí soukromá mise programu Axiom Space |
| 118 | SpaceX Crew-8 Start: 4. března 2024 Doba připojení: 232 dní, 13 hodin, 37 minut    | Matthew Dominick Michael Barratt Jeanette Eppsová Alexandr Grebjonkin                                                                   | Zleva: Grebjonkin, Barratt, Dominick, Eppsová        |           | Přílet čtyř členů Expedice 71. |
| 119 | Sojuz MS-25 Start: 23. března 2024 Doba připojení: 181 dní, 17 hodin, 33 minut     | Oleg Novickij Maryna Vasileuská Tracy Caldwellová Dysonová                                                                              | Zleva: Caldwellová Dysonová, Novickij, Vasiljevskaja |           | Přílet poslední členky Expedice 71 a dvoučlenné 21. návštěvní posádky. Návštěvníci Novickij a Vasileuská přistáli dva týdny po startu v kosmické lodi Sojuz MS-24. S Caldwellovou Dysonovou na konci Expedice 71 (a svého ročního pobytu na ISS) na Zemi odletěli Oleg Kononěnko a Nikolaj Čub. |
| 120 | Boeing CFT Start: 5. června 2024 Doba připojení: 92 dní, 4 hodiny, 30 minut        | Barry Wilmore Sunita Williamsová | Zleva: Wilmore, Williamsová                          |           | Přílet dvoučlenné posádky na první pilotované testovací misi nové kosmické lodi Starliner. Cestu zpět na Zemi loď z bezpečnostních důvodů absolvovala bez posádky, která se připojila k následující misi SpaceX Crew-9.                                                                         |
| 121 | Sojuz MS-26 Start: 11. září 2024 Doba připojení: 220 dní, 2 hodiny, 25 minut       | Alexej Ovčinin Ivan Vagner Donald Pettit                                                                                                |                                                      |           | Přílet první části Expedice 72. |
| 122 | SpaceX Crew-9 Start: 28. září 2024 Doba připojení: 169 dní, 7 hodin, 35 minut      | Nick Hague Alexandr Gorbunov | Gorbunov a Hague (zleva)                             |           | Přílet dvou členů Expedice 72. Jejími dalšími členy se stali také Barry Wilmore a Sunita Williamsová, kteří na stanici přiletěli v misi Boeing CFT. Ti se zařadili také do posádky Crew-9 a v lodi se v březnu 2025 vrátili na Zemi.                                                            |
| 123 | SpaceX Crew-10 Start: 14. března 2025 Doba připojení: 145 dní, 18 hodin, 11 minut  | Anne McClainová Nichole Ayersová Takuja Óniši Kirill Peskov                                                                             | Ayersová, Peskov, McClainová, Óniši (zleva)          |           | Přílet čtyř členů pro první část Expedice 73. |
| 124 | Sojuz MS-27 Start: 8. dubna 2025 Doba připojení: let pokračuje                     | Sergej Ryžikov Alexej Zubrickij Jonathan Kim                                                                                            | Kim, Ryžikov, Zubrickij (zleva)                      |           | Přílet zbytku Expedice 73. |
| 125 | Axiom Mission 4 Start: 26. června 2025 Doba připojení: 18 dní, 0 hodin, 44 minut   | Peggy Whitsonová Šubanšu Šukla Sławosz Uznański-Wiśniewski Tibor Kapu                                                                   |                                                      |           | Návštěvní posádka, čtvrtá soukromá mise programu Axiom Space |
| 126 | SpaceX Crew-11 Start: 14. srpna 2025 Doba připojení: let pokračuje                 | Zena Cardmanová Michael Fincke Kimija Jui Oleg Platonov                                                                                 | Platonov, Fincke, Jui, Cardmanová (zleva)            |           | Přílet čtyř členů pro druhou část Expedice 73. |

(Zeleně jsou vyznačeny pokračující mise.)